# Torrelacárcel
Torrelacárcel – gmina w Hiszpanii, w prowincji Teruel, w Aragonii, o powierzchni 35,54 km². W 2011 roku gmina liczyła 200 mieszkańców.